# Abdelhakim Bouhna
Abdelhakim Bouhna (Bruxelles, 24 maggio 1991) è un ex calciatore belga con cittadinanza marocchina, di ruolo centrocampista.

## Carriera
Ha giocato nella massima serie dei campionati croato e bulgaro.

## Palmarès

### Club

#### Competizioni nazionali
- Coppa di Bulgaria: 1

Lokomotiv Plovdiv: 2018-2019